# Liste der Mitglieder des Landtages (Freistaat Mecklenburg-Strelitz) (4. Wahlperiode)
Diese Liste gibt einen Überblick über alle Mitglieder des Landtags des Freistaates Mecklenburg-Strelitz in der 4. Wahlperiode (1927 bis 1928).

## A
- Richard Ahrens (DNVP)
- Friedrich Albrecht (DNVP)
- Wilhelm Anders (Neubrandenburg) (SPD)

## B
- Karl Bartosch (SPD)
- Willy Behrns (DDP)
- Hermann Bodin (SPD)
- Heinrich Burmeister (Schönberg) (DNVP)

## D
- Friedrich Drews (SPD)

## F
- Fritz Foth (SPD)
- Otto Fröhmcke (AGHG)

## G
- Max Gau (DNVP)
- Franz Gundlach (DDP)

## H
- Otto Hauck (DNVP)
- Otto Heipertz (AGHG)
- Georg Hinz (AGHG)
- Roderich Hustaedt (?)

## J
- Heinrich Jacobs (Schönberg) (AGHG)

## K
- Fritz Kuhlmey ((Fraktion der Fraktionslosen (BKL)))

## L
- Otto Lange (DNVP)
- Max Leistner (KPD)

## M
- Georg Maaß (DNVP)
- Heinrich von Michael (DNVP)
- Adolf Middelstädt (SPD)

## N
- Bernhard Nebe (AGHG)

## O
- Friedrich Otten (DNVP)

## R
- Franz Radloff (DNVP)
- Martin Raetz (KPD)
- Rohde (?)

## S
- Wilhelm Schmidt (Herrnburg) (SPD)
- Erich Schmidt (Neubrandenburg) (KPD)
- Karl Schmidt (BAM)
- Friedrich Schwarzer (SPD)
- Wilhelm Sengpiel (SPD)
- Karl Siegemund (SPD)

## T
- Hermann Tischer (SPD)
- Wilhelm Törper (SPD)

## W
- Wilhelm von Waldow (DNVP)